# Oron (Vaud)
Oron es una comuna suiza del cantón de Vaud, ubicada en el distrito de Lavaux-Oron.

## Historia
La comuna fue creada el 1 de enero de 2012 tras la fusión de las antiguas comunas de Bussigny-sur-Oron, Châtillens, Chesalles-sur-Oron, Ecoteaux, Les Tavernes, Les Thioleyres, Oron-la-Ville, Oron-le-Châtel, Palézieux y Vuibroye. De todas las comunas interesadas en la fusión, la única que no la aceptó fue Maracon.

## Geografía
La comuna limita al norte con las comunas de Rue (FR), Chapelle (Glâne) (FR) y Le Flon (FR), al noreste con Saint-Martin (FR), al este con Maracon, al sureste con Remaufens (FR), al sur con Attalens (FR), Bossonnens (FR), Granges (Veveyse) y Puidoux, al suroeste con Forel (Lavaux), al oeste con Essertes, y al noroeste con Auboranges (FR).

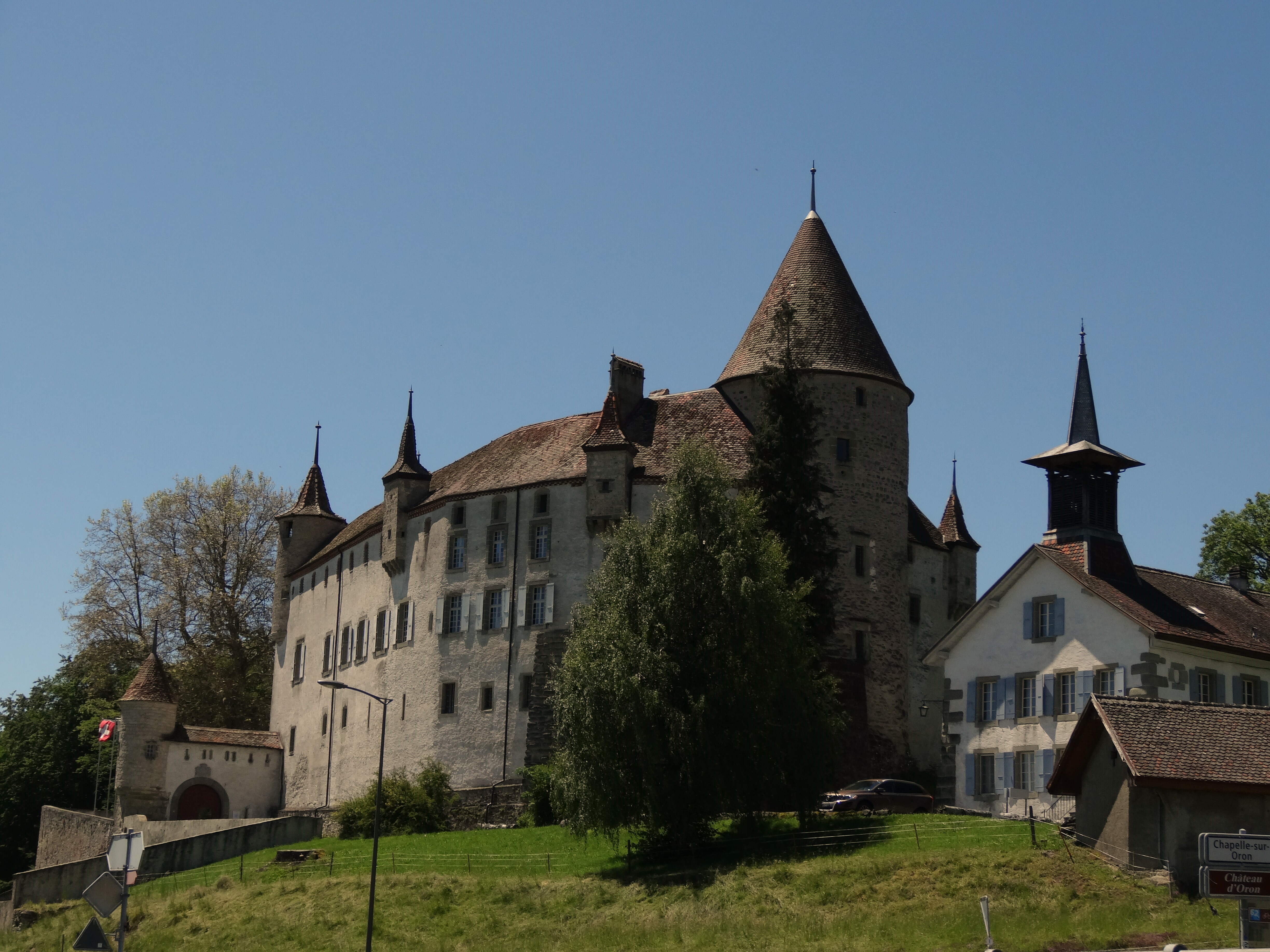
Castillo de Oron.